# Headerfil
Inom programmering är en headerfil, eller inkluderingsfil, en fil avsedd att inkluderas i andra källkodsfiler när de kompileras av en kompilator. En headerfil är inte användbar fristående och innehåller vanligtvis deklarationer av variabler, datatyper, funktioner och annat som behöver användas av filen från vilken den inkluderas.
Headerfiler förekommer framför allt i programspråken C och C++ och har där vanligtvis filändelsen ".h" eller ".hpp".